# Curt W. Franke
Curt W. Franke (* 15. März 1916 in Meiningen; † 11. Dezember  1987 in Dresden) war ein deutscher Schauspieler und Hörspielsprecher.

## Leben
Als Sohn eines Bahnarbeiters nahm Curt W. Franke (auch  Kurt Walter Rudolf Franke) trotz finanzieller Probleme Mitte der 1930er Jahre Schauspielunterricht. Engagements führten ihn an die Bühnen in Görlitz, Rudolstadt, Altenburg, Leipzig, Erfurt, Gera und Halle (Saale), bis er zum Staatstheater (später Staatsschauspiel) Dresden kam, wo er über 20 Jahre auf der Bühne stand. Bekannt sind auch seine Mitwirkungen in mehreren Filmen der DEFA und des Fernsehens der DDR.

## Filmografie
- 1962: Das grüne Ungeheuer (Fernsehserie, 1 Episode)
- 1965: Solange Leben in mir ist
- 1968: Ich war neunzehn
- 1968: Die Toten bleiben jung
- 1968: Abschied
- 1971: Salut Germain (Fernsehserie, 1 Episode)
- 1973: Schüsse in Marienbad
- 1973: Polizeiruf 110: Der Ring mit dem blauen Saphir (Fernsehreihe)
- 1973: Stülpner-Legende (Fernsehserie, 1 Episode)
- 1976: Die Lindstedts (Fernsehserie, 3 Episoden)
- 1978: Ein Zimmer mit Ausblick (Fernsehserie,  2 Episoden)
- 1982: Romanze mit Amélie
- 1985: Sachsens Glanz und Preußens Gloria (Fernsehserie, 1 Episode)
- 1986: Polizeiruf 110: Ein großes Talent
- 1986: Polizeiruf 110: Kein Tag ist wie der andere

## Theater
- 1950: Bertolt Brecht nach Maxim Gorki: Die Mutter – Regie: Ruth Berlau (Deutsche Volksbühne Leipzig)
- 1951: Werner Bernhardy: Die Prinzessin und der Schweinehirt – Regie: Helmut Kampf (Städtische Bühnen Erfurt)
- 1960: Günther Weisenborn: Zwei Engel steigen aus – Regie: Manfred Patzschke (Bühnen der Stadt Gera)
- 1964: Wera Panowa: Wo steckst Du, Bursche – Regie: Gotthard Müller  (Staatstheater Dresden)
- 1965: Martin Walser: Der schwarze Schwan – Regie: Gotthard Müller (Staatstheater Dresden)
- 1972: Gotthold Ephraim Lessing: Minna von Barnhelm – Regie: Klaus Dieter Kirst (Staatstheater Dresden)
- 1972: Bertolt Brecht: Herr Puntila und sein Knecht Matti – Regie: Klaus Dieter Kirst (Staatstheater Dresden)
- 1975: William Shakespeare: Die Zähmung der Widerspenstigen – Regie: Hans-Georg Simmgen (Staatstheater Dresden – Kleines Haus)
- 1983: Molière: Der Menschenfeind – Regie: Ulrich Engelmann (Staatsschauspiel Dresden)
- 1983: Carlo Goldoni: La Guerra – Regie: ? (Staatsschauspiel Dresden)

## Hörspiele
- 1949: Nikolai Gogol: Der Revisor (Bobtschinski) – Regie: Rudolf Hahn (Hörspiel – MIRAG)
- 1949: Emil Rosenow: Kater Lampe (Seifert) – Regie: Carl Nagel (Hörspiel – MIRAG)
- 1949: Bertolt Brecht: Die Gewehre der Frau Carrar (Paolo) – Regie: Werner Wieland (Hörspiel – MIRAG)
- 1949: Gerhart Hauptmann: Die Weber – Regie: Werner Wieland (Hörspiel – MIRAG)
- 1950: Friedrich Schiller: Wilhelm Tell – Regie: Carl Nagel (Hörspiel – MIRAG)